# メインストリート・シネマ
メインストリート・シネマ(英語:Main Street Cinema) は、ディズニーランド(ディズニーランド・リゾート)のメインストリートUSAにある、アトラクションの名称である。東京ディズニーランドのワールドバザールにも存在したが、2002年10月20日をもってクローズした。

## 概要
映画館のアトラクションであり、六角柱状の一部屋の壁に、6作品の短編アニメ映画を同時に上映していた。立ち見のみで座席は設置されていなかった。上映されていたのは以下の通り。(東京ディズニーランド)
- プレーン・クレイジー PLANE CRAZY （1928年）
- タクシー・ドライバー TRAFFIC TROUBLE （1931年）
- ミッキーの犬泥棒 THE DOG NAPPER （1934年）
- ミッキーのポロゲーム MICKEY'S POLO TEAM （1936年）
- ドナルドの磁石騒動 DONALD AND PLUTO （1936年）
- ミッキーの大鹿狩り MOOSE HUNT （1931年）

※ディズニーランドも大概は同じ内容のため記述は無し

## Trivia
現在、アトラクションがあった場所はグランドエンポーリアムの一部になっている。
ディズニー マジックキャッスル オンライン（2014年9月11日サービス終了）においても、同名の施設にてディズニーの映像作品が上映されていた。